# Беовизија 2009.
Беовизија 2009. је била седма по реду Беовизија, такмичарски фестивал забавне музике и избор за песму која ће представљати Србију на Песми Евровизије 2009. у Москви. Победили су Марко Кон и Милан Николић са песмом Ципела.
Беовизија је одржана током две вечери у београдском Сава Центру. Прво вече, 7. марта, било је полуфинално, на којем је наступило 20 песама. Правилник је предвиђао да се десет најбољих пласира у финале, 8. марта, на којем се бира и победник, гласовима жирија (50%) и гледалаца путем телегласања (50%). Због грешке коју је направио РТС, Ана Николић и Ивана Селаков нису се пласирале у финале. Грешка је касније исправљена и њих две су позване да узму учешћа у финалу; Николић је одбила, тако да је у финалу изведено 11 песама.
Беовизија 2009. је прва Беовизија после 2004. на којој није победио фаворит публике. Другопласирана песма Благослов за крај добила је у финалу више СМС гласова од свих осталих песама заједно, и више СМС гласова од укупног броја гласова публике у сваком од два издања Беовизије од увођења садашњег формата гласања.

## Формат и продукција
Беовизија 2009. била је у продукцији РТС-а и Мегатон продукције.
По први пут од када се одржава Беовизија, победничка композиција биће награђена и новчано, тако што ће аутори музике, текста и аранжмана поделити (у три једнака дела) награду од 3000 евра у динарској противвредности, док ће извођачу припасти 2000 евра у динарској противвредности.
Неколико учесника првог издања ријалити-шоу програма Операција тријумф, које је одржано током јесени и зиме 2008/09. као заједничко издање за пет земаља некадашње СФРЈ, ће учествовати у националним изборима за представнике на Песми Евровизије 2009, укључујући и Беовизију.
Организатори Беовизије најављивали су првобитно као највероватнију промену формата Беовизије по угледу на хрватски избор, „Дору“. РТС би објављивао јавни конкурс, са којег би било одабрано 20 песама које би биле извођене у две полуфиналне вечери, на којима би се 14 песама квалификовало за финално вече. Њима би се придруживало 10 песама које би истакнути композитори писали по позиву организатора. Међутим, на крају је одлучено да се формат не мења, са изузетком увођења новчаних награда.
Београдска жута штампа је спекулисала да је аутор песме „Благослов за крај“, коју изводи „ОТ бенд“, хрватски композитор Тончи Хуљић (један од троје чланова жирија у „Операцији тријумф“ и творац идеје о „ОТ бенду“), спекулишући да се Хуљић радије није потписао „можда у страху од српске или хрватске јавности“ и наводећи да је потписани аутор Е. Овен непознат, да правила прописују да аутор мора бити потписан пуним именом и презименом, и да је аранжер песме, Едуард Ботрић из Сплита, дугогодишњи Хуљићев сарадник. Организатори Беовизије су за идентитет Е. Овена новинаре упутили на кућу „Емоушон“. Према ранијим наводима српских медија, Хуљић је одабрао песму од пристиглих из куће „Универзал“. Хуљић је одбацио наводе да је аутор песме као „глупости“ и објаснио да је саставу само помогао да одаберу композицију и сниме је.
Редослед наступања одређен је жребом у емисији „Београдска хроника“ на Првом програму РТС 25. фебруара 2009, који је водила Јелена Томашевић, победница Беовизије 2008. и представница Србије на Песми Евровизије 2008.
Као и претходних година, организатор Беовизије 2009. је Радио-телевизија Србије, док је извршни продуцент Мегатон продукција. Обе вечери се преносе у директном преносу на Првом програму РТС и на Сателитском програму РТС, као и путем видеотока сателитског канала преко Интернета.
Генерални спонзор Беовизије 2009. је Теленор. Други спонзори су компаније „Бор промет“ Ивањица, сендвич панели „Девикс“, „Таково осигурање“, намештај „Атлас“ и „Махагони деко“.

## Учесници
Радио-телевизија Србије је конкурс за композиције које ће бити изведене на Беовизији 2009. расписала 24. децембра 2008. Рок за пријаву песама био је 30 дана. РТС је до краја конкурса добио 90 пријава. Селекциона комисија РТС-а, коју су чиниле Јелена Илић, Ана Милићевић и Јелена Влаховић, је од пристиглих песама одабрала 20 за такмичење, а 30. јануара 2009. је списак и објављен.
Првобитно је било објављено да ће песму Били смо најлепши певати Наташа Беквалац. Беквалац је одустала од наступа, наводећи као разлог приватне обавезе и заказане наступе, те је она замењена Аном Николић. Сандра Шуша, уредница забавног програма РТС задужена за Беовизију, објаснила је да су овакве измене дозвољене пошто је Беовизија фестивал композиција, а не извођача.
Легенда:
  Повучен учесник
  Заменски учесник
| Извођач                                      | Песма                   | Музика и текст                              |
| -------------------------------------------- | ----------------------- | ------------------------------------------- |
| Наташа Беквалац                              | Били смо најлепши       | А. Перишић Ромарио, М. Туцаковић            |
| Ана Николић                                  | Били смо најлепши       | А. Перишић Ромарио, М. Туцаковић            |
| Андреј Илић                                  | Немам те                | Д. Алагић                                   |
| Вања Мијатовић                               | Лед и жар               | М. Мијатовић, Н. Јанковић                   |
| Душан Зрнић                                  | Твоје друго име је грех | А. Бабић                                    |
| Данијел и Милица Мајсторовић                 | H8ER                    | М. Кон, А. Кобац, М. Туцаковић              |
| Етар                                         | Сањај ме                | Етар, К. Поповић, Б. Јанковић               |
| Земља грува                                  | Свеједно је             | Земља грува                                 |
| Збогом Брус Ли                               | Ха ha ха                | Б. Смук, К. Сивачки, С. Матић               |
| Ивана Селаков                                | Моје одбране            | Г. Радиновић, А. Милутиновић                |
| Лејла Хот                                    | Чекајући принца         | О. Цвекић, Л. Хот                           |
| Марко Кон и Милан Николић                    | Ципела                  | А. Кобац, М. Кон                            |
| Миња Самарџић                                | Петак увече             | А. Перишић Ромарио, М. Туцаковић            |
| ОТ бенд                                      | Благослов за крај       | Е. Овен, С. Вукомановић                     |
| Оскар и Beauty Queens са Ђорђем Марјановићем | Суперстар               | В. Граић, О. Амиџић                         |
| Позитиван хаос                               | Глорија                 | А. Радуловић, М. Туцаковић, Љ. Јорговановић |
| Сашка Јанковић                               | Научи ме                | Б. Јеремић, В. Михајловска                  |
| -SevdahBABY}- и Мики Елемент                 | Превише речи            | М. Станковић, Оливер Катић                  |
| Соња Бакић                                   | Ништа ново              | М. Вукомановић, С. Вукомановић              |
| Тијана Богићевић                             | Пази шта радиш          | Ђ. Миљеновић                                |
| Trio Passage и Катарина Сотировић            | Заувек                  | Б. Јеремић                                  |

Изабране су и четири резервне песме:
- Врела Ноћ, Милош Жикић (М. Рекс, Ч. Волф–С. Митровић, Ј. Радомир–Ј. Радомир, Р. Рекс)
- Једном за крај, Ђорђе Ранитовић (С. Симић Камба–А. Шола–А. Алексов)
- Моја ноћ, Мика К (Ђ. Миљеновић)
- Види мала, Воја Недељковић и Коктел бенд (Б. Јеремић–В. Михајловска, З. Златановић–Б. Јеремић)

## Вечери
| Серија                     | Музика                             |
| -------------------------- | ---------------------------------- |
| У полуфиналу               |                                    |
| Отписани                   | Миливој Марковић                   |
| Врућ ветар                 | Војкан Борисављевић, Филип Бели    |
| Балкан експрес             | Зоран Симјановић, Марина Туцаковић |
| Бољи живот                 | Војислав Воки Костић, Љубиша Бачић |
| Позориште у кући           | Љубо Кунтарић, Радослав Граић      |
| У финалу                   |                                    |
| Рањени орао                | Жељко Јоксимовић                   |
| Оно наше што некад бејаше  | Жељко Јоксимовић, Љиљана Павић     |
| Заборављени                | Зоран Лесендрић Кики               |
| Зона Замфирова             | традиционал                        |
| Мој рођак са села          | Драгољуб Илић                      |
| Село гори, а баба се чешља | Радош Бајић, Милан Булатовић       |
| Бела лађа                  | Војкан Борисављевић, Љиљана Павић  |

Програм Беовизије 2009. води Јована Јанковић, која је била и један од водитеља програма Песме Евровизије 2008. у Београдској арени. Осим Јанковић, у програму учествује и пар глумаца Југословенског драмског позоришта из Београда, Милена Васић и Срђан Тимаров, који изводе скечеве из 12 популарних српских телевизијских серија и 15 мини-мјузикала. Покривене серије биће из разних периода, почев од „Грлом у јагоде“ и „Отписани“, „Балкан експрес“, „Заборављени“ до серија из 2000-их „Село гори, а баба се чешља“, „Рањени орао“, „Бела лађа“, „Мој рођак са села“, и других.
Према РТС-у, сцена је инсипирисана сликарством, прецизније уметничким правцем кубизма. Сваки наступ прати другачија графика бине, већ према тексту, ритму и амбијенту. У сали за публику је инсталиран и тикер на којем се појављивало име извођача.
У ревијалном делу полуфиналне вечери наступили су, како је традицонално, већ изабрани представници некадашњих република СФРЈ (Босне и Херцеговине, Македоније, Словеније, Хрватске и Црне Горе). За ревијални део финалне вечери најављена је светска премијера песме Time to Pray, коју ће извести Јелена Томашевић из Србије, Боаз из Израела и Сирушо из Јерменије, сви учесници Песме Евровизије 2008, који су се након такмичења договорили да сниме песму са поруком мира. Текст за песму је написао председник Израела Шимон Перес, а музику Боаз и Томер Биран (аутор музике за серије „Секс и град“ и „Сопранови“). Додељују се и годишње награде Фестивала за протеклу годину.
Према анкети посетилаца мрежног места новина „Блиц“ пред полуфинално вече, фаворити за победу били су ОТ бенд, које су пратили Оскар и Beauty Queens са Ђорђем Марјановићем, и Ана Николић.
Гласање публике се вршило искључиво СМС порукама са свих мрежа, које коштају 30 динара+ПДВ, при чему је дозвољен само један глас по телефонском броју. За гласање публике у полуфиналу остављено је 10 минута, и највећи део тог времена трајало је подсећање на наступе.

## Преглед такмичења

### Полуфинале
Полуфинале је одржано 7. марта 2009. Учествовало је 20 песама, а првобитно је 10 требало да се пласира у финале. Због грешке, за резултате током објављивања финалиста су коришћени гласови публике на петоминутном пресеку гласања. Због тога, као финалисти су објављени Етар са песмом Сањај ме и Соња Бакић са Ништа ново уместо Иване Селаков са песмом Моје одбране и Ане Николић са песмом Били смо најлепши. РТС је наложио организационом одбору такмичења да се две оштећене песме додају списку финалиста.
У полуфиналу, чланови жирија су били Јелена Јовичић, Јован Маљоковић и Иван Ивачковић.
Легенда:
  Квалификовани
  Додатно квалификовани
| #   | Извођач(и)                                   | Песма                   | Жири    | Жири  | Телегласање | Телегласање | Укупно | Пласман |
| #   | Извођач(и)                                   | Песма                   | Гласови | Поени | Гласови     | Поени       | Укупно | Пласман |
| --- | -------------------------------------------- | ----------------------- | ------- | ----- | ----------- | ----------- | ------ | ------- |
| 1.  | и Мики Елемент                               | Превише речи            | 7       | 2     | 360         | 0           | 2      | 12.     |
| 2.  | Збогом Брус Ли                               | Ха ха ха                | 5       | 0     | 511         | 0           | 0      | 15.     |
| 3.  | Trio Passage и Катарина Сотировић            | Заувек                  | 0       | 0     | 262         | 0           | 0      | 15.     |
| 4.  | Вања Мијатовић                               | Лед и жар               | 0       | 0     | 418         | 0           | 0      | 15.     |
| 5.  | Соња Бакић                                   | Ништа ново              | 6       | 0     | 662         | 2           | 2      | 13.     |
| 6.  | Марко Кон и Милан Николић                    | Ципела                  | 7       | 1     | 1.289       | 7           | 8      | 6.      |
| 7.  | Андреј Илић                                  | Немам те                | 11      | 4     | 371         | 0           | 4      | 9.      |
| 8.  | Етар                                         | Сањај ме                | 3       | 0     | 658         | 1           | 1      | 14.     |
| 9.  | Лејла Хот                                    | Чекајући принца         | 10      | 3     | 301         | 0           | 3      | 11.     |
| 10. | Душан Зрнић                                  | Твоје друго име је грех | 16      | 6     | 314         | 0           | 6      | 7.      |
| 11. | Миња Самараџић                               | Петак увече             | 0       | 0     | 366         | 0           | 0      | 15.     |
| 12. | Оскар и Beauty Queens feat. Ђорђе Марјановић | Суперстар               | 18      | 8     | 3.495       | 10          | 18     | 2.      |
| 13. | Ана Николић                                  | Били смо најлепши       | 0       | 0     | 818         | 5           | 5      | 8.      |
| 14. | Ивана Селаков                                | Моје одбране            | 0       | 0     | 803         | 4           | 4      | 10.     |
| 15. | Позитиван хаос                               | Глорија                 | 16      | 7     | 2.065       | 8           | 15     | 4.      |
| 16. | Данијел и Милица Мајсторовић                 | H8ER                    | 23      | 10    | 1.215       | 6           | 16     | 3.      |
| 17. | Земља грува                                  | Свеједно је             | 5       | 0     | 589         | 0           | 0      | 15.     |
| 18. | Сашка Јанковић                               | Научи ме                | 15      | 5     | 761         | 3           | 8      | 5.      |
| 19. | ОТ бенд                                      | Благослов за крај       | 32      | 12    | 12.328      | 12          | 24     | 1.      |
| 20. | Тијана Богићевић                             | Пази шта радиш          | 0       | 0     | 430         | 0           | 0      | 15.     |

| #   | Песма                   | Ј. Јовичић | Ј. Маљоковић | И. Ивачковић | Укупно | Поени |
| --- | ----------------------- | ---------- | ------------ | ------------ | ------ | ----- |
| 1.  | Превише речи            |            | 7            |              | 7      | 2     |
| 2.  | Ха ha ха                |            |              | 5            | 5      | 0     |
| 3.  | Заувек                  |            |              |              | 0      | 0     |
| 4.  | Лед и жар               |            |              |              | 0      | 0     |
| 5.  | Ништа ново              |            |              | 6            | 6      | 0     |
| 6.  | Ципела                  | 6          |              | 1            | 7      | 1     |
| 7.  | Немам те                | 5          | 6            |              | 11     | 4     |
| 8.  | Сањај ме                |            | 3            |              | 3      | 0     |
| 9.  | Чекајући принца         | 3          |              | 7            | 10     | 3     |
| 10. | Твоје друго име је грех | 7          | 5            | 4            | 16     | 6     |
| 11. | Петак увече             |            |              |              | 0      | 0     |
| 12. | Суперстар               | 2          | 8            | 8            | 18     | 8     |
| 13. | Били смо најлепши       |            |              |              | 0      | 0     |
| 14. | Моје одбране            |            |              |              | 0      | 0     |
| 15. | Глорија                 | 12         | 4            |              | 16     | 7     |
| 16. | H8ER                    | 10         | 10           | 3            | 23     | 10    |
| 17. | Свеједно је             | 1          | 2            | 2            | 5      | 0     |
| 18. | Научи ме                | 4          | 1            | 10           | 15     | 5     |
| 19. | Благослов за крај       | 8          | 12           | 12           | 32     | 12    |
| 20. | Пази шта радиш          |            |              |              | 0      | 0     |

### Финале
РТС је после откривања грешке у гласању током полуфинала Ани Николић и Ивани Селаков понудио пролаз у финале; Ивана Селаков је понуду прихватила, док је Ана Николић одбила. Стога, у финалу је учествовало 11 песама.
У финалу, чланови жирија су били Жељко Јоксимовић, Корнелије Ковач и Биљана Крстић Арсић.
Легенда:
  Победници
  Повукла се
| #   | Извођач(и)                                   | Песма                   | Жири    | Жири  | Телегласање | Телегласање | Укупно | Пласман |
| #   | Извођач(и)                                   | Песма                   | Гласови | Поени | Гласови     | Поени       | Укупно | Пласман |
| --- | -------------------------------------------- | ----------------------- | ------- | ----- | ----------- | ----------- | ------ | ------- |
| 1.  | Оскар и Beauty Queens feat. Ђорђе Марјановић | Суперстар               | 7       | 2     | 7.696       | 10          | 12     | 5.      |
| 2.  | Данијел и Милица Мајсторовић                 | H8ER                    | 4       | 1     | 2.630       | 6           | 7      | 8.      |
| 3.  | Соња Бакић                                   | Ништа ново              | 0       | 0     | 672         | 1           | 1      | 11.     |
| 4.  | Сашка Јанковић                               | Научи ме                | 11      | 3     | 1.014       | 3           | 6      | 10.     |
| 5.  | Душан Зрнић                                  | Твоје друго име је грех | 24      | 8     | 944         | 2           | 10     | 7.      |
| 6.  | Марко Кон и Милан Николић                    | Ципела                  | 30      | 12    | 3.955       | 7           | 19     | 1.      |
| 7.  | ОТ бенд                                      | Благослов за крај       | 18      | 5     | 28.521      | 12          | 17     | 2.      |
| 8.  | Андреј Илић                                  | Немам те                | 19      | 6     | 614         | 0           | 6      | 9.      |
| 9.  | Етар                                         | Сањај ме                | 28      | 10    | 1.156       | 5           | 15     | 3.      |
| 10. | Позитиван хаос                               | Глорија                 | 12      | 4     | 5.215       | 8           | 12     | 4.      |
| 11. | Ивана Селаков                                | Моје одбране            | 21      | 7     | 1.133       | 4           | 11     | 6.      |
| —   | Ана Николић                                  | Били смо најлепши       | —       | —     | —           | —           | —      | —       |

| #   | Песма                   | Ж. Јоксимовић | К. Ковач | Б. Крстић Арсић | Укупно | Поени |
| --- | ----------------------- | ------------- | -------- | --------------- | ------ | ----- |
| 1.  | Суперстар               | 2             | 1        | 4               | 7      | 2     |
| 2.  | H8ER                    | 1             | 2        | 1               | 4      | 1     |
| 3.  | Ништа ново              | 0             | 0        | 0               | 0      | 0     |
| 4.  | Научи ме                | 3             | 5        | 3               | 11     | 3     |
| 5.  | Твоје друго име је грех | 6             | 12       | 6               | 24     | 8     |
| 6.  | Ципела                  | 12            | 6        | 12              | 30     | 12    |
| 7.  | Благослов за крај       | 4             | 7        | 7               | 18     | 5     |
| 8.  | Немам те                | 10            | 4        | 5               | 19     | 6     |
| 9.  | Сањај ме                | 8             | 10       | 10              | 28     | 10    |
| 10. | Глорија                 | 7             | 3        | 2               | 12     | 4     |
| 11. | Моје одбране            | 5             | 8        | 8               | 21     | 7     |

## Награде
| Награде Фестивала Беовизија |                                 |
| Најбољи дебитант            | Етар (Сањај ме)                 |
| Најбољи сценски наступ      | Позитиван хаос (Глорија)        |
| Награда ОГАЕ Србија         | Ана Николић (Били смо најлепши) |

| Годишње награде Фестивала за 2008. годину |                                               |
| Звезда године                             | Наташа Беквалац                               |
| Певач године                              | Жељко Самарџић                                |
| Спот године                               | Ана Станић (за спот за песму „Више ниси мој“) |
| Певачица године                           | Јелена Томашевић                              |
| Албум године                              | Јелена Томашевић („“)                         |
| Награда „Душко Трифуновић“                | Љиљана Јорговановић (за текст песме )         |

## Пријем
Избор песме Ципела био је велико изненађење за обожаватеље Песме Евровизије, и у првим реакцијама није преовлађивао ентузијазам. У гласању чланова ОГАЕ Србија, песма Ципела завршила је на 16. месту од укупно 20 композиција. У изјашњавању посетилаца водећег независног евровизијског портала esctoday.com непосредно након Беовизије, 42% посетилаца је победничку песму оценило са „мрзим је“, а још 24% са „не свиђа ми се“, резултат који ју је ставио на 37. место од до тада одабраних 40 песама. ОГАЕ Србија је на свом мрежном месту 9. марта објавила и оштро критичко писмо под насловом „’Де се деде друга ципела?”, у којем је оцењено да „би све било лепо да се није бирао представник државе Србије на Песми Евровизије“, истакнуто како су гласови жирија у полуфиналу и финалу „скоро дијаметрално супротни“ и постављено питање члановима жирија: „ако вам се толико допала песма 'Ципела', зашто је не уврстите у свој репертоар?“

## Контроверзе

### Грешка у бројању телегласова у полуфиналу
По завршетку полуфинала, објављено је да су због грешке у бројању телегласова за резултате полуфинала коришћени само гласови који су стигли у првих пет минута гласања од десет минута током којих је трајало гласање публике, те да су Ивана Селаков са песмом Моје одбране и Ана Николић са песмом Били смо најлепши требале да прођу у финале. РТС је обема понудио наступ у финалу, нешто што је Ивана Селаков прихватила, а Ана Николић не. Ана Николић је потом тужила РТС за репарације, и тужбу добила 2014. године. РТС је морао да исплати 20.000 € Ани Николић.
Легенда:
  Квалификовани
  Оштећени
  Прошли у финале грешком
| #  | Извођач(и)                                   | Песма                   | Жири | Потпуно телегласање | Потпуно телегласање | Непотпуно телегласање | Непотпуно телегласање |
| #  | Извођач(и)                                   | Песма                   | Жири | Гласови             | Поени               | Гласови               | Поени                 |
| -- | -------------------------------------------- | ----------------------- | ---- | ------------------- | ------------------- | --------------------- | --------------------- |
| 1  | и Мики Елемент                               | Превише речи            | 2    | 360                 | 0                   | 299                   | 0                     |
| 2  | Збогом Брус Ли                               | Ха ha ха                | 0    | 511                 | 0                   | 423                   | 4                     |
| 3  | Trio Passage и Катарина Сотировић            | Заувек                  | 0    | 262                 | 0                   | 213                   | 0                     |
| 4  | Вања Мијатовић                               | Лед и жар               | 0    | 418                 | 0                   | 325                   | 1                     |
| 5  | Соња Бакић                                   | Ништа ново              | 0    | 662                 | 2                   | 535                   | 7                     |
| 6  | Марко Кон и Милан Николић                    | Ципела                  | 1    | 1289                | 7                   | 976                   | 10                    |
| 7  | Андреј Илић                                  | Немам те                | 4    | 371                 | 0                   | 289                   | 0                     |
| 8  | Етар                                         | Сањај ме                | 0    | 658                 | 1                   | 472                   | 6                     |
| 9  | Лејла Хот                                    | Чекајући принца         | 3    | 301                 | 0                   | 194                   | 0                     |
| 10 | Душан Зрнић                                  | Твоје друго име је грех | 6    | 314                 | 0                   | 195                   | 0                     |
| 11 | Миња Самарџић                                | Петак увече             | 0    | 366                 | 0                   | 140                   | 0                     |
| 12 | Оскар и Beauty Queens са Ђорђем Марјановићем | Суперстар               | 8    | 3495                | 10                  | 431                   | 5                     |
| 13 | Ана Николић                                  | Били смо најлепши       | 0    | 818                 | 5                   | 224                   | 0                     |
| 14 | Ивана Селаков                                | Моје одбране            | 0    | 803                 | 4                   | 367                   | 2                     |
| 15 | Позитиван хаос                               | Глорија                 | 7    | 2065                | 8                   | 587                   | 8                     |
| 16 | Данијел и Милица Мајсторовић                 | H8ER                    | 10   | 1215                | 6                   | 320                   | 0                     |
| 17 | Земља грува                                  | Свеједно је             | 0    | 589                 | 0                   | 231                   | 0                     |
| 18 | Сашка Јанковић                               | Научи ме                | 5    | 761                 | 3                   | 385                   | 3                     |
| 19 | ОТ бенд                                      | Благослов за крај       | 12   | 12328               | 12                  | 5564                  | 12                    |
| 20 | Тијана Богићевић                             | Пази шта радиш          | 0    | 430                 | 0                   | 234                   | 0                     |